# Elezioni parlamentari in Iraq del 1958
Le elezioni parlamentari in Iraq del 1958 si tennero il 3 maggio; furono le prime elezioni parlamentari nella storia del Paese, anche se non furono affatto libere perché la maggior parte dei partiti era stata sciolta nel 1954. Il Partito dell'Unione Costituzionale del Primo Ministro Nuri al-Sa'id ottenne 140 seggi su 145. Il 14 luglio il governo fu deposto attraverso un colpo di Stato militare.

## Risultati
| Liste                              | Voti | %     | Seggi |
| ---------------------------------- | ---- | ----- | ----- |
| Partito dell'Unione Costituzionale |      | 96,55 | 140   |
| Indipendenti                       |      | 3,45  | 5     |
| Totale                             |      | 100   | 145   |
| Fonte: IPU                         |      |       |       |